# Montégut-Plantaurel
Montégut-Plantaurel é uma comuna francesa na região administrativa de Occitânia, no departamento de Ariège.